# Raiden (Mortal Kombat)
Raiden (雷電) es un personaje de la saga de videojuegos de lucha Mortal Kombat. Haciendo su debut oficial como uno de los siete personajes jugables originales en Mortal Kombat en 1992, Raiden es uno de los personajes centrales de la franquicia. Basado en el dios del trueno japonés, Raijin, y retratado en el canon de la serie como el dios del trueno y protector designado de La Tierra, Raiden defiende el planeta de innumerables amenazas de otro mundo junto a sus guerreros elegidos a mano.

## Historia
Una fuerza sabia y poderosa, a menudo es visto controlando las fuerzas del bien contra las fuerzas del mal. Después de la segunda derrota de Shinnok, ascendió al estado de Dios Mayor, pero abandonó su posición en desacuerdo cuando los Dioses Mayores rechazaron tratar con la Alianza Mortal de Shang Tsung y Quan Chi. Siendo un dios, Raiden posee muchas capacidades sobrenaturales, como la habilidad de teletransportarse, el control de los rayos y el poder volar. Siendo inmortal, Raiden nunca puede estar realmente muerto, y se reformará si su forma mortal es destruida.
En Earthrealm, cuando era joven, Raiden fue su protector. Luchó contra el Dios Mayor Shinnok, quien deseaba que se hiciera todo de acuerdo sus reglas, en una guerra que amenazó con destruir al mismo Earthrealm.

## Recepción
Raiden se incluye a menudo en la lista de los personajes principales de la franquicia de Mortal Kombat. Fue clasificado como el décimo mejor personaje de la serie por UGO.com, quien lo elogió como uno de los personajes icónicos de la franquicia. Fue sexto en el ranking de Game Revolution de los diez mejores personajes de la "vieja escuela" de Mortal Kombat. En 2011, GameRant colocó a Raiden como el sexto personaje "más asombroso" de Mortal Kombat, comentando: El papel protagonista, junto con los movimientos divertidos (el torpedo y el shocker), así como un conjunto de muertes impactantes, solidificaron el lugar de Raiden como uno de los Kombatientes más memorables de la serie. En la lista de 2012 de UGO de los principales personajes de Mortal Kombat, Raiden quedó en cuarto lugar. Los lectores de Dorkly lo votaron como el tercer personaje más importante de la serie en una encuesta de 2013.
En 2011, UGO clasificó su sombrero como el 14° juego de cabeza más genial en los videojuegos y comentó: Kung Lao tiene un adorno que también puede usar como arma, pero el sombrero de paja cónico de Lord Raiden es intocable. Fue clasificado como el cuarto mejor tocado en videojuegos de GamePro en 2009. En 2010, UGO clasificó a "baby Raiden" como la Babality más linda. En 2011, Paste enumeró la Fatalidad de Raiden en el juego Mortal Kombat 9 como el sexto mejor de ese juego, también clasificó la Fatalidad de Raiden del Mortal Kombat original como el segundo mejor de ese juego. WeDoTech.net clasificó a Raiden como el quinto en su lista de los mejores personajes de combate de todos los tiempos en el 2010, comentando que su capacidad de vuelo y teletransportación también son dos habilidades diseñadas perfectamente para el campo de combate. En 2012, Complex lo clasificó como el 32.º personaje de juego de lucha "más dominante.

## Apariciones
- Mortal Kombat
- Mortal Kombat II
- Mortal Kombat Trilogy
- Mortal Kombat Mythologies: Sub-Zero
- Mortal Kombat 4/Mortal Kombat Gold[3]
- Mortal Kombat: Deadly Alliance/Mortal Kombat: Tournament Edition
- Mortal Kombat: Deception/Mortal Kombat: Unchained
- Mortal Kombat: Shaolin Monks
- Mortal Kombat: Armageddon
- Mortal Kombat 9
- Mortal Kombat X[4]
- Injustice 2
- Mortal Kombat 11
- Mortal Kombat 1